# Zastrzelenie Tamira Rice’a
Zastrzelenie Tamira Rice’a − 22 listopada 2014 Tamir Rice, 12-letni Afroamerykanin został zastrzelony w Cleveland, Ohio, przez Timothy'ego Loehmanna, 26-letniego białego oficera policji. Rice miał przy sobie  broń śrutową; Loehmann zastrzelił go tuż po przyjeździe na miejsce. Zabójstwo wywołało ogólnonarodową debatę na temat przemocy policji i stało się katalizatorem dla rozwoju ruchu Black Lives Matter. 29 grudnia 2020, po 6 latach procesu Departament Sprawiedliwości Stanów Zjednoczonych ogłosił, że nie przedstawi zarzutów kryminalnych Loehmannowi i drugiemu funkcjonariuszowi policji, który brał udział w zdarzeniu.

## Przebieg zdarzenia
Tamir bawił się w pobliżu centrum rekreacyjno-sportowego w Cleveland. Człowiek, który w okolicy czekał na autobus pijąc piwo, zadzwonił na policję, informując, że "jakiś gość" mierzy z pistoletu do ludzi na ulicy. Dodał, że osoba może być nieletnia a pistolet może być zabawkowy. Informacje o prawdopodobnym wieku Rice’a i o tym, że broń może być zabawkowa nie zostały przekazane policjantów udającym się na miejsce zdarzenia. Dwaj policjanci, Frank Garmback i Timothy Loehmann przybyli na miejsce, wjechali na trawnik nieopodal ławki, na której siedział Rice, w tym momencie chłopak ruszył w stronę radiowozu, siedzący na siedzeniu pasażera Loehmann oddał w jego kierunku kilka strzałów.
Obaj policjanci zeznali po zdarzeniu, że Rice nie reagował na polecenia zatrzymania się i podniesienia rąk, zamiast tego miał sięgnąć po broń ukrytą w spodniach. Brak jest zeznań świadków, które potwierdzają taką wersję wydarzeń. Video z monitoringu nie dało możliwości ustalenia, czy faktycznie sięgał po broń czy nie. Loehmann oddał kilka strzałów do Rice’a. Chłopiec zmarł następnego dnia.

## Następstwa
W 2020 Departament Sprawiedliwości  oświadczył, że żeby w tej sytuacji postawić policjantom zarzuty, musiałby ponad wszelką wątpliwość udowodnić, że policjanci działali z zamiarem zabójstwa, a nie w wyniku pomyłki, czy złej oceny sytuacji, a na podstawie dostępnego materiału dowodowego, nie jest to możliwe. Jednocześnie zaznaczył, że nie jest też w stanie w żaden sposób udowodnić, że chłopiec sięgał po broń, i nie reagował na polecenia.
Loehmann został zwolniony z policji wkrótce po wydarzeniu.
Wydarzenie wywołało protesty w mieście, około 200 osób wzięło udział w proteście po opublikowaniu informacji o zastrzeleniu Rice’a.